# لسولا
لسولا(نام علمی: Cercopithecus lomamiensis) نام یک گونه از زیرخانواده دم‌درازیان است.